# Szczaw rozpierzchły
Szczaw rozpierzchły (Rumex thyrsiflorus Fingerh.) – gatunek rośliny z rodziny rdestowatych. Pochodzi z Europy Środkowej i Wschodniej oraz Syberii, z zasięgiem naturalnym przedstawianym jako sięgającym na zachodzie do Danii i Holandii, ale status w Polsce jest określany jako niepewny, przynajmniej w części obszaru. Gatunek bardzo ekspansywny, rozprzestrzeniający się inwazyjnie w Europie Zachodniej. Zawleczony też został do Ameryki Północnej. W Polsce pospolity z wyjątkiem obszarów górskich, łódzkiego i krańców północno-wschodnich, gdzie jest rzadszy. Często rośnie na siedliskach zaburzonych – na trawnikach, przydrożach i innych terenach ruderalnych.
Gatunek wykorzystywany jest jako roślina jadalna i lecznicza.

## Morfologia

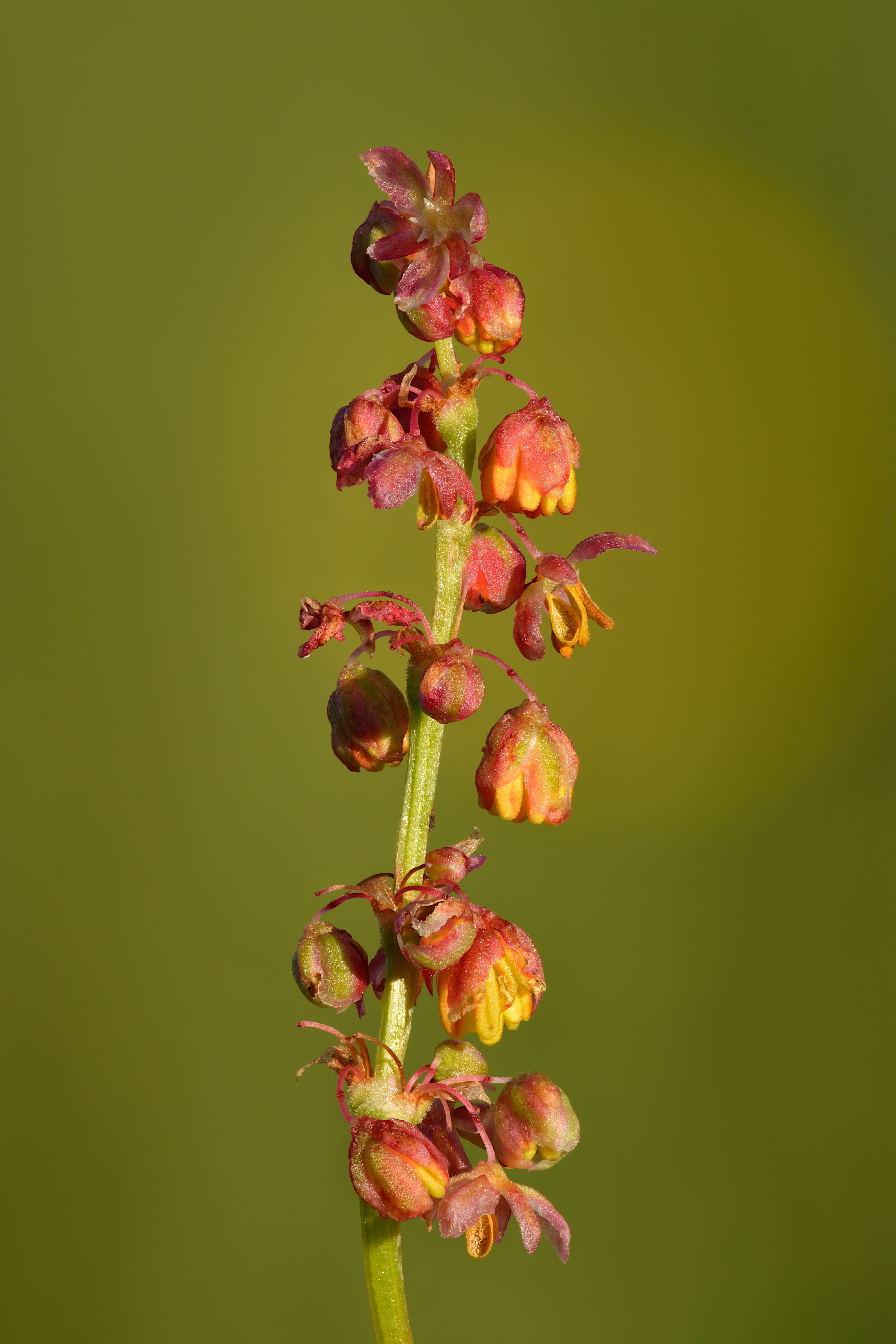
Kwiaty

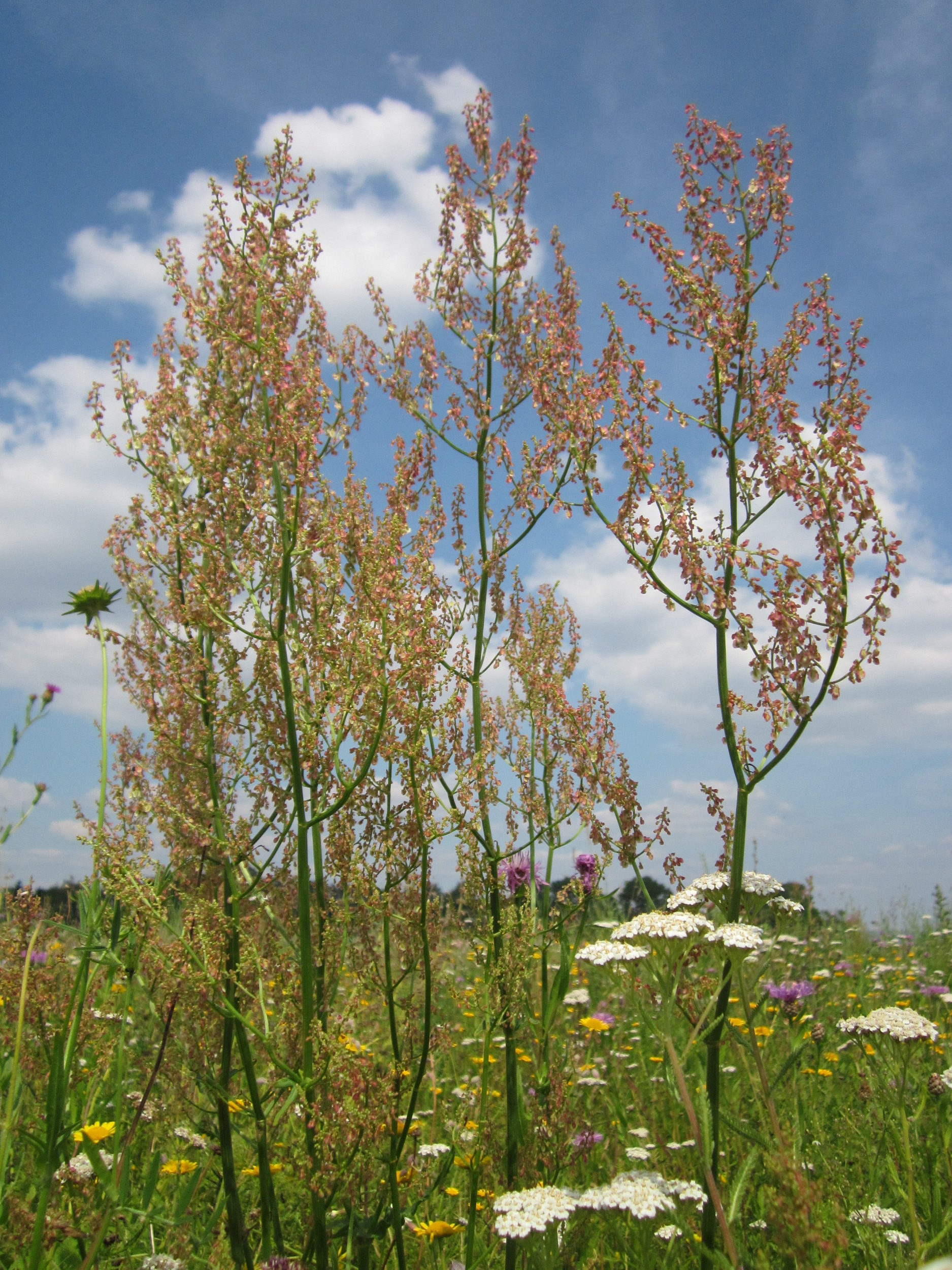
Kwiatostany szczawiu rozpierzchłego

PokrójRoślina wieloletnia, osiąga 30–100 (rzadko do 120) cm wysokości. Wykształca tęgi i długi korzeń palowy z rozgałęziającą się szyją korzeniową wydającą do kilku łodyg kwiatonośnych. Łodygi wzniesione, niemal pełne, obłe i wyraźnie żeberkowane.
LiścieSzaro- lub sinozielone. Odziomkowe na długich ogonkach, lancetowate, u nasady strzałkowate, z ostrymi klapami. Są 3–4 razy tak długie jak szerokie. Liście łodygowe w liczbie 4–6, ku górze coraz mniejsze i węższe, z coraz krótszym ogonkiem (najwyższe siedzące). Ich klapy u nasady są długie i wąskie, obcęgowato obejmują łodygę, często odgięte są prostopadle do blaszki. Ta w najwyższych liściach równowąska i tylko u nasady rozszerzona (liście są do 14 razy dłuższe niż szerokie). Blaszka liści jest sztywna, często nieco kędzierzawa na brzegu, od spodu naga do gęsto brodawkowanej. Przylistki zrośnięte są w postrzępioną gatkę.
KwiatyRoślina dwupienna. Kwiaty małe, jednopłciowe, skupione po kilka (zwykle 4–8) w pęczkach, a te w wiechach obficie rozgałęzionych, przy czym przynajmniej gałązki w dolnej i środkowej części kwiatostanu są rozgałęzione powtórnie. Kwiaty wyrastają na szypułkach zbliżonych długością do okwiatu, członowanych poniżej połowy. Okwiat składa się z 6 listków w dwóch okółkach. Działki okółka zewnętrznego odgięte są do tyłu. Błoniasty okwiat okółka wewnętrznego osiąga w czasie owocowania do 3, rzadziej 3,5 mm średnicy, ma kształt okrągławoeliptyczny o nasadzie szerokosercowatej, kolor żółtobrązowy, w różnym stopniu zaczerwieniony, z ciemniejszymi żyłkami przewodzącymi przy krawędziach listków. Kwiaty męskie mają 6 pręcików, kwiaty żeńskie pojedynczy słupek z trójgraniastą zalążnią i trzema szyjkami.
OwoceTrójgraniaste niełupki o długości 2 mm, ciemnobrązowe, o wąskich, wystających kantach.
Gatunki podobneSzczaw ogrodowy i szczaw zwyczajny – oba mają liście trawiastozielone i co najwyżej 4 razy tak długie jak szerokie. Szczaw zwyczajny rzadko, tylko u większych okazów i tylko na 1–3 gałązkach w obrębie kwiatostanu ma wtórne rozgałęzienia w dolnej ich części. Szczaw ogrodowy ma odgałęzienia kwiatostanu często wtórnie rozgałęzione, ale ma grubą, pustą w środku łodygę, silnie żebrowaną do kanciastej.

## Biologia i ekologia
Bylina, hemikryptofit. Kwitnie od lipca do sierpnia, 2 do 6 tygodni po szczawiu zwyczajnym. Nasiona rozsiewane są przez wiatr. Rośnie w miejscach suchych. Na murawach i łąkach, zwykle w miejscach zburzonych antropogenicznie – na siedliskach ruderalnych: przydrożach, nasypach, trawnikach, terenach kolejowych. 
W klasyfikacji zbiorowisk roślinnych Europy Środkowej gatunek charakterystyczny dla klasy zespołów (Ass.) Arrhenatheretum elatioris (łąka rajgrasowa) i zespołu Echio-Melilotetum. 
Liczba chromosomów 2n = 14 (rośliny żeńskie) i 2n = 15 (rośliny męskie).

## Zmienność
Tworzy mieszańce ze szczawiem zwyczajnym.